# Bistum Daejeon
Das Bistum Daejeon (lateinisch Dioecesis Taeieonensis, koreanisch 천주교 대전교구) ist eine in Südkorea gelegene römisch-katholische Diözese mit Sitz in Daejeon.

## Geschichte
Das Bistum Daejeon wurde am 23. Juni 1958 durch Papst Pius XII. mit der Apostolischen Konstitution Sacro suadente aus Gebietsabtretungen des Apostolischen Vikariates Seoul als Apostolisches Vikariat Daijeon errichtet. Am 10. März 1962 wurde das Apostolische Vikariat Daijeon durch Papst Johannes XXIII. mit der Apostolischen Konstitution Fertile Evangelii zum Bistum erhoben und in Bistum Daejeon umbenannt. Es wurde dem Erzbistum Seoul als Suffraganbistum unterstellt.

## Ordinarien

### Apostolische Vikare von Daijeon
- Adrien-Jean Larribeau MEP, 1958–1962

### Bischöfe von Daejeon
- Adrien-Jean Larribeau MEP, 1962–1963
- Peter Hoang Min Syeng, 1965–1984
- Joseph Kyeong Kap-ryong, 1984–2005
- Lazarus You Heung-sik, 2005–2021, dann Präfekt der Kongregation für den Klerus
- Augustinus Kim Jong-soo, seit 2022